# Nils Berlin (borgmästare)
Nils Johan Berlin, född 27 augusti 1888 i Hedvig Eleonora församling, Stockholm, död  26 mars 1969 i Västerleds församling, Stockholm, var en svensk borgmästare. 
Han var gift med Anna Gabriela Abrahamsson (1896-1970). Föräldrarna hette Gerhard Berlin (1851-1908) och Gerda Petersson Ernberg (1861-1922). Farfadern var Nils Johan Berlin (1812-1891), generaldirektör för Medicinalstyrelsen.
Berlin blev juris kandidat vid Uppsala universitet 1912, andre kanslisekreterare i justitiedepartementet 1917, assessor i Svea hovrätt 1920, fiskal 1923, t.f. revisionssekreterare 1924, hovrättsråd 1928 och var borgmästare i Gävle stad 1929–1953.
Berlin var bland annat sekreterare i Kasernkommittén 1925, i 1926 års Sjukhuskommission 1926, ledamot i Kasernkommittén 1929, krigsdomare 1930–41, ledamot av Statens organisationsnämnd 1930–34 och ordförande i styrelsen för Gävle museum 1940–1953.